# Unión Deportiva Almería B
L'Unión Deportiva Almería B, più semplicemente Almería B, è una squadra di calcio spagnola con sede ad Almería. Milita in Segunda Federación, la quarta serie del campionato spagnolo.
Si tratta della squadra filiale dell'Almería, perciò non può prendere parte a un campionato di livello uguale o superiore a quello degli Indálicos né competere nella Coppa del Re. Gioca le partite casalinghe nell'Estadio Municipal Juan Rojas (ex Estadio Antonio Franco Navarro, dimensioni 105 × 68 m), inaugurato 21 anni prima della fondazione dell'Almería B.
Seppur con breve esistenza, ha saputo fornire giocatori alla prima squadra che hanno anche aiutato a raggiungere la massima divisione spagnola di calcio.

## Storia

### Gli anni precedenti alla fondazione
Sin dalla fondazione dell'Almería nel 1989 si era cercato di creare una squadra in cui far crescere i giovani al fine di risparmiare sugli acquisti della prima squadra. Gli insuccessi di tale politica però costrinsero i dirigenti del club andaluso ad accordarsi con le realtà già esistenti (Unión Deportiva Pavía, Zapillo Atlético, Los Molinos) nello stipulare trattati di collaborazione. In concomitanza con la promozione in Segunda División nel 1995 il Club Deportivo Roquetas si affiliò all'Almería Club de Fútbol per due stagioni, prima di sciogliere tale legame quando gli Indálicos retrocessero nuovamente in Segunda División B al termine della stagione 1996-1997.

### La creazione della squadra filiale
Nell'estate del 1997 nacque l'Almería Club de Fútbol B come Società Anonima Sportiva (S.A.D.) per fungere da team filiale, cosicché i giovani calciatori trovassero un ambiente adatto in cui formarsi. La nuova squadra venne iscritta ai campionati regionali andalusi, a partire dalla Primera División de Andalusia. Già il secondo anno dalla fondazione venne fallita di poco la promozione in Tercera División, quando con il 2º posto in campionato vennero raggiunti i play-off, poi persi. L'obiettivo rimase lo stesso, e, agli albori del nuovo millennio, venne conseguita la promozione sul campo, ma la contemporanea retrocessione della prima squadra costrinse l'Almería B a una nuova stagione nella Primera División andalusa.

### L'Unión Deportiva Almería B
I festeggiamenti furono rimandati solo di un anno: l'Unión Deportiva Almería B, che ottenne tale nome nell'estate del 2001, a causa della fusione dell'Almería Club de Fútbol e il Club Polideportivo Almería nell'Unión Deportiva Almería, salì di categoria, nel quarto livello del calcio spagnolo nella stagione 2001-2002. Si mantenne per un po' di stagioni, otto consecutive, in Tercera División, alternando a due nove posti conquistati i primi due anni, una salvezza più difficile nel 2004-2005.
Gli obiettivi cambiarono a partire dal 2008, quando la dirigenza pretese che la nuova meta da raggiungere fosse la promozione in Segunda División B. Seguì allora l'ingaggio del tecnico Carlos Ríos, che portò la squadra al 2º posto, che garantisce l'accesso ai play-off. Ma un doppio pareggio contro il Real Ávila estromise dalla lotta promozione proprio l'Almería B a causa dei gol segnati in trasferta (0–0 ad Avila e 1–1 ad Almería). Insoddisfatti di ciò, i piani alti della società andalusa rinnovarono la squadra e chiamarono alla guida della squadra Constantin Gâlcă. A gennaio l'ex centrocampista rumeno venne esonerato a favore di José María Salmerón, che concluse la stagione regolare al 4º posto, l'ultimo valevole per i play-off. Questa volta superarono i primi due turni, ma all'ultimo, contro L'Hospitalet, venne ancora preclusa il salto di categoria per i gol fuori casa e sempre con un 1–1 complessivo. Tuttavia a fine luglio l'Atlético Ciudad fu retrocesso amministrativamente per i debiti contratti con la squadra. Nessuna squadra della stessa federazione dei murciani poté permettersi il posto vacante, poiché dovevano essere pagati i 725 000€ di debiti. Ne approfittò l'Almería, che ottenne così la tanto perseguita promozione del filiale.
Dal 2010-2011 i rojiblancos militano in Segunda División B.

## Allenatori
- 2008-2009:  Carlos Ríos
- 2009-2010:  Constantin Gâlcă
- 2010-2011:  José María Salmerón
- 2011-2013:  Francisco
- 2013-2014:  Juan Carlos Cintas
- 2014- :  Miguel Rivera Mora

## Calciatori
Nella breve storia della squadra calciatori di buon livello hanno mosso i primi passi importanti della carriera, quali i nigeriani Stanley Okoro e Ramón Azeez, entrambi portati in prima squadra e esordienti in Nazionale (il secondo è stato anche convocato per il mondiale brasiliano del 2014). Anche Aleix Vidal, acquistato dal Siviglia nel 2014, è passato dalle giovanili dell'Almería, sebbene sia stato promosso dopo un solo mese trascorso nel filiale.

## Palmarès
- Gruppo IX Tercera División

secondo posto: 2008-2009

## Statistiche e record

### Partecipazione ai campionati
| Livello | Categoria                     | Partecipazioni | Debutto   | Ultima stagione | Totale |
| ------- | ----------------------------- | -------------- | --------- | --------------- | ------ |
| 3º      | Segunda División B            | 4              | 2010-2011 | 2013-2014       | 4      |
| 4º      | Tercera División              | 8              | 2002-2003 | 2009-2010       | 8      |
| 5º      | Primera División de Andalusia | 5              | 1997-1998 | 2001-2002       | 5      |

## Organico

### Rosa 2013-2014
Rosa, numerazione e ruoli, tratti dal sito ufficiale, sono aggiornati al 3 gennaio 2014.
| N. |                    | Ruolo | Calciatore                            |
| -- | ------------------ | ----- | ------------------------------------- |
| 1  | Spagna (bandiera)  | P     | Víctor Ibáñez Pascual                 |
| 2  | Ecuador (bandiera) | P     | Gianfranco Gazzaniga Farías           |
| 3  | Spagna (bandiera)  | D     | Sergio Iglesias García                |
| 4  | Spagna (bandiera)  | D     | Antonio Marín Molina                  |
| 5  | Spagna (bandiera)  | D     | Manuel Bonaque Acevedo                |
| 6  | Spagna (bandiera)  | D     | Francisco Manuel Vélez Jiménez        |
| 7  | Spagna (bandiera)  | D     | Miguel Zabaco Tomé                    |
| 8  | Spagna (bandiera)  | D     | Jaime Paredes Martín                  |
| 9  | Spagna (bandiera)  | D     | Adrián Paz Godino                     |
| 10 | Spagna (bandiera)  | C     | Carlos Selfa Sanfelix                 |
| 11 | Spagna (bandiera)  | C     | Joaquín Fernández Moreno              |
| 12 | Brasile (bandiera) | C     | Tiago Ulisses Aparecido Eugenio Sobra |

| N. |                          | Ruolo | Calciatore                     |
| -- | ------------------------ | ----- | ------------------------------ |
| 13 | Galles (bandiera)        | C     | George Higgins                 |
| 14 | Uruguay (bandiera)       | C     | Sebastian Javier Rguez Iriarte |
| 15 | Spagna (bandiera)        | C     | Daniel López Albes             |
| 16 | Spagna (bandiera)        | C     | Ivan Sánchez Robles            |
| 17 | Spagna (bandiera)        | A     | Cristóbal Gil Martín           |
| 18 | Corea del Sud (bandiera) | A     | Kim Young-gyu                  |
| 19 | Uruguay (bandiera)       | C     | César Nicolás Varela Bautista  |
| 20 | Spagna (bandiera)        | C     | David González Plata           |
| 21 | Spagna (bandiera)        | A     | Mario Martos Serrano           |
| 22 | Spagna (bandiera)        | A     | Luis Borja Lázaro Fernández    |
| 23 | Marocco (bandiera)       | A     | Hicham Khaloua                 |
| 24 | Spagna (bandiera)        | A     | Daniel Romera Andújar          |

### Staff tecnico
I ruoli, tratti dal sito ufficiale, sono aggiornati al 3 gennaio 2014.
- Manuel Jesús Méndez Caballero - Delegato
- Daniel Salcedo Núñez - Delegato
- Miguel Rivera Mora - Allenatore
- Enrique Portaz Castaño - Aiuto allenatore
- Víctor Fortes Sánchez - Preparatore atletico
- Miguel Ángel Gutiérrez Torres - Preparatore dei portieri
- José Antonio Suárez Santos - Medico sociale